# Karlovy Vary
Karlovy Vary (în germană Karlsbad, „Băile lui Carol”) este un oraș și stațiune balneară în nord-vestul Cehiei, la poalele Munților Metaliferi. Are 52.000 de locuitori, fiind situat la vărsarea râului Teplá în Eger (Ohře).

## Istoric
Karlsbad este vechiul nume al celebrei stațiuni balneare Karlovy Vary din Cehia. A fost numele oficial până în anul 1945, când germanii sudeți au fost expatriați din Cehia. Denumirea Karlsbad provine din germană și semnifică „Băile lui Carol”, referindu-se la împăratul romano-german Carol al IV-lea, împărat care a domnit între 1355-1378, avându-și cetatea de scaun la Praga.

## Cartiere
| - Bohatice (Weheditz) - Cihelny (Ziegelhütten) - Čankov (Schankau) - Doubí (Aich) - Drahovice (Drahowitz) - Dvory (Meierhöfen) - Hůrky (Berghäuseln) - Karlovy Vary (Karlsbad) - orasul vechi | - Olšová Vrata (Espenthor) - Počerny (Putschirn) - Rosnice (Roßnitz) - Rybáře (Fischern) - Sedlec (Zettlitz, sau Zedtlitz) - Stará Role (Alt Rohlau) - Tašovice (Taschwitz) |

## Evenimente
- Festivalul Internațional de Film de la Karlovy Vary - care are loc în luna iulie

## Personalități marcante
Personalități marcante care au vizitat Karlovy Vary:
- Madeleine Albright
- Mustafa Kemal Atatürk
- Johann Sebastian Bach
- Ludwig van Beethoven
- Johannes Brahms
- Frédéric Chopin
- Feodor Dostoievski
- Michael Douglas
- Antonín Dvořák
- Sigmund Freud
- Theodor Fontane
- Morgan Freeman
- Johann Wolfgang von Goethe
- Edvard Grieg
- Johann Gottfried Herder
- Iosif al II-lea
- Carol Quintul
- Ferdinand Laub
- Franz Liszt
- Gottfried Wilhelm Leibniz
- Karl Marx
- Petru cel Mare
- Friedrich Schiller
- Robert Schumann
- Richard Wagner
- Albrecht von Wallenstein
- Heinrich Schliemann
- Václav Havel